# La casa del caracol
La casa del caracol es una película coproducción entre España, México y Perú de 2021 dirigida por Macarena Astorga y basada en la novela homónima de Sandra García Nieto. Está protagonizada por Javier Rey y Paz Vega.

## Sinopsis
El escritor Antonio Prieto (Javier Rey) decide pasar el verano en un pueblo de la serranía malagueña, donde espera encontrar tranquilidad e inspiración para escribir su siguiente novela. Allí conoce a Berta (Paz Vega), una mujer por la que siente una atracción instantánea, así como a algunos personajes peculiares sobre los que empieza a escribir e investigar. Antonio descubre que los locales guardan numerosos secretos y una perturbadora leyenda oculta. Lo que vivirá esos días le hará darse cuenta de que, a veces, la realidad supera los mitos.

## Reparto
- Javier Rey como Antonio Prieto
- Paz Vega como Berta
- Norma Martínez como Justa
- Carlos Alcántara como Padre Benito
- Jesús Carroza como Esteban
- Vicente Vergara como Carmelo
- Pedro Casablanc como 	Sargento Mauri
- Elvira Mínguez como Carmen
- María Alfonsa Rosso como Señora Ciega
- Mateo Conde como Luka
- Fernando Tejero como Editor

#### y los pequeños
- Luna Fulgencio como Rosita
- Ava Salazar como Soledad "Sole"
- Marco Ezcurdia como Antonio niño
- Carmen López como Berta niña
- Estrella del Mar López como Justa niñaLa directora en el último día de rodaje.

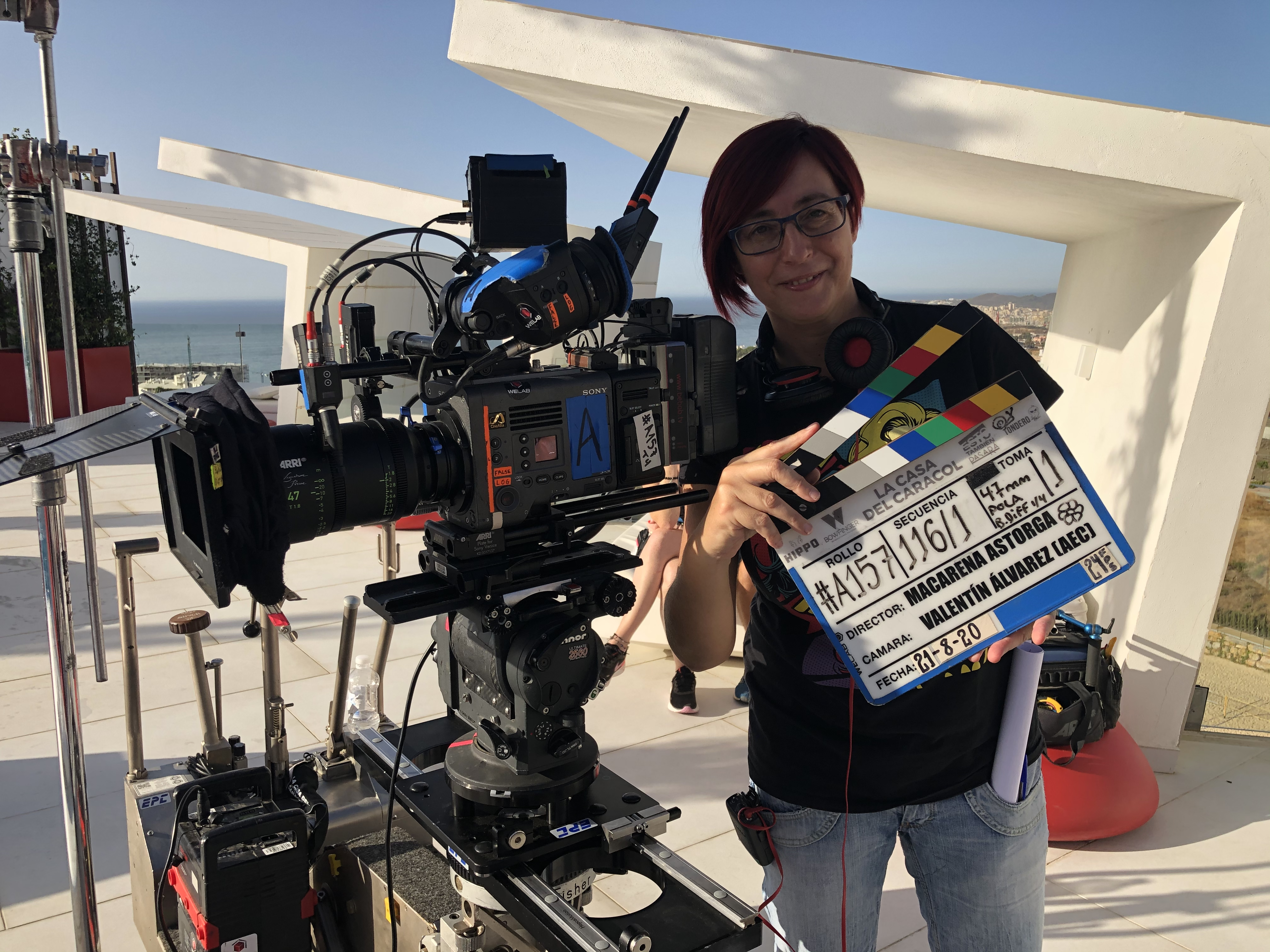
La directora en el último día de rodaje.

## Producción
El rodaje comenzó en junio de 2020. Fue de las primeras películas en iniciar un rodaje después de comenzar la nueva normalidad con la pandemia de COVID-19.

## Premios y nominaciones
| Premio                                    | Categoría                          | Receptor(es)        | Resultado |
| ----------------------------------------- | ---------------------------------- | ------------------- | --------- |
| Festival de Málaga Cine en Español (2021) | Biznaga de Oro a la Mejor Película | La casa del caracol | Nominada  |